# Arterias sacras laterales
Las arterias sacras laterales son arterias que se originan en tronco posterior  de la arteria ilíaca interna (también conocida como arteria hipogástrica).

## Ramas
- Ramas raquídeas.[1]

## Distribución
Se distribuyen hacia estructuras cercanas al coxis y al sacro.